# Dirty talk
Dirty talk is een Engelse uitdrukking voor het spreken of schrijven van seksueel getinte taal. 
Letterlijk zou men het kunnen vertalen als vieze praat of vieze taal. Informele taal die gaat over seksuele onderwerpen. Met ‘vies’ duidt men het taboe dat bij nog veel mensen wordt ervaren bij het uitleggen van bepaalde seksuele handelingen, ervaringen, fantasieën of wanneer het gaat over geslachtsorganen.

## Spreektaal
Voor veel mensen is een bepaalde spreektaal belangrijk bij hun seksleven. Terwijl de één niet spreekt of juist op een voorzichtige, tedere, liefkozende manier de woorden kiest tijdens de seks, verkiezen anderen juist om verbaal wat meer expliciet of grover hiermee om te gaan. De intonatie en timbre - de wijze waaróp gesproken wordt - hebben hier een belangrijke invloed.
Partners kunnen hun dirty talk in een direct persoonlijk contact uiten. Om seksuele genoegens te verhogen kunnen zij elkaar verbeeldend ‘vieze taal’ toespreken. Indien men dit allebei waardeert kunnen deze woorden als erotiserend worden ervaren. Erotisch geladen woorden en zinnen worden hardop uitgesproken of juist zacht in het oor gefluisterd. Dirty talk is wel taalgebruik die door beide partners moet worden gewaardeerd en begrepen. Als het door de toehoorder als kwetsend ervaren wordt zal het zijn doel missen. Een optimale positieve interactie is hier zeer belangrijk.
Hetgeen gezegd wordt kan dus fijngevoelig, sensueel dan wel expliciet en grof zijn. Mogelijk met seksuele volkstaal of haar eufemismen. Dit als aanloop - het voorspel - naar en tijdens het uitoefenen van het seksuele hoogtepunt. Ook bij het naspel kan men doorgaan met het uiten van dirty talk als genegenheid naar de partner.
Voorbeelden van taalgebruik,

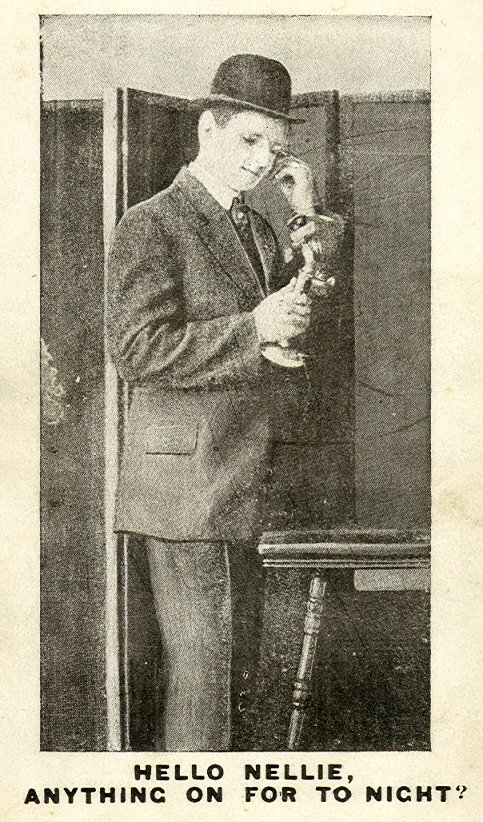
Dirty talk kan ook per telefoon.

- Het erotisch uitspreken van liefdeswensen.
- Ondubbelzinnig de handeling becommentariëren.
- Aanmoedigen met woorden als: harder; jáááh; dieper.
- Benoemen van de geslachtsorganen met eigen namen.
- Zinnen uit bekende erotisch scènes uitspreken zoals in een rollenspel.
- Spreken in een andere taal.
- Poëtische passages voordragen.
- Bevelend: nú erin!; benen wijd!; bukken!; omdraaien!;
- Vergelijkingen met dieren maken.

## Op afstand
Verbale erotiek hoeft niet per se (direct) tot lichamelijk seksueel contact te leiden. Het is ook weleens een vorm van intimiteit op zichzelf.
Via cyberseks en telefoonseks vindt ook wel dirty talk plaats. Dit wordt gedaan wanneer lichamelijk contact tussen de partners niet, of niet direct mogelijk is. Zo kunnen er toch op afstand enige seksuele verlangens worden vervuld. 
Erotische brieven en boeken kunnen eveneens een bepaalde mate van dirty talk bevatten. Hetzij om het seksuele woordspel, hetzij het (beperkt) invullen van een verlangen.